# Scoturius tigris
Scoturius tigris (лат.) — вид аранеоморфных пауков из семейства пауков-скакунов (Salticidae), единственный вид рода Scoturius. Распространён в Южной Америке: Парагвай и Аргентина.